# Arrondissement di Oloron-Sainte-Marie
L'arrondissement di Oloron-Sainte-Marie è una suddivisione amministrativa francese, situata nel dipartimento dei Pirenei Atlantici e nella regione della Nuova Aquitania.

## Composizione
L'arrondissement di Oloron-Sainte-Marie comprende 12 cantoni:
- cantone di Accous
- cantone di Aramits
- cantone di Arudy
- cantone di Laruns
- cantone di Lasseube
- cantone di Mauléon-Licharre
- cantone di Monein
- cantone di Navarrenx
- cantone di Oloron-Sainte-Marie-Est
- cantone di Oloron-Sainte-Marie-Ovest
- cantone di Sauveterre-de-Béarn
- cantone di Tardets-Sorholus